# 창원관광타워
창원관광타워는 대한민국 경상남도 마산시 서항지구에 추진중인 타워다.
창원시가 마산만을 매립하여 조성중인 마산해양신도시의 부지를 사들여, 세계에서 가장 높은 655ｍ 규모의 관광타워, 그리고 케이블카, 콘도미니엄, 수족관, 극장 등이 결합된 복합 관광단지를 건설한다는 사업이다. 사업비는 2015년 기준 19억 달러 (2조원) 이상으로 추산되었다.
2012년부터 창원관광타워 추진위원회가 발족되어 약 5년째 추진 중에 있다. 2015년 10월에는 사우디아라비아의 컨설팅 비즈니스 그룹인 CEG와 투자협약을 체결했다. 추진위는 “CEG그룹이 창원관광타워 사업에 주주 자격으로 참여해 5억 달러를 투자할 예정”이라고 설명했다. 또한 당시까지 1조 5000억원의 투자의향을 확인했다고도 밝혔다.
그러나 창원시의 규모에 비해 지나친 사업규모로 인해 현실성이 낮고 수익성이 불투명하다는 비판이 제기되어 왔으며, 2015년 창원시 측에서도 비슷한 이유로 마산해양신도시 부지 매각을 꺼리고 있었다. 또한 2015년 5월 관광타워 사업 발표 직후, 사업은 시와 무관하므로 혼선을 일으키지 말아달라는 발표도 한 바 있었다.

## 같이 보기
- 대한민국의 마천루 목록
- 경상남도의 마천루 목록
- 창원시의 마천루 목록